# 小行星3942
小行星3942（3942 Churivannia）是一颗绕太阳运转的小行星，为主小行星带小行星。该小行星于1977年9月11日发现。

## 轨道参数
小行星3942的轨道半长轴为2.3912832 UA，离心率为0.197。